# Cancel
Cancel je slovenska glasbena skupina, ki je nastala leta 1998. Takrat je bil Cancel sekstet treh inštrumentalistov in treh vokalistov, a še pred izdajo prvega albuma z naslovom Urbana nervoza se je skupini pridružilo in jo zapustilo kar nekaj članov. Tik pred Urbano nervozo so Cancel sestavo utrdili v kvartet Babić, Demšar, Pušnik in Škulj. Dobro leto po izidu prvenca je skupina prenehala delovati, leta 2009 pa so se ponovno zbrali za koncert ob 40-letnici Radia Študent. Nova energija in stara kemija sta jih pripeljali do odločitve o nadaljevanju skupne glasbene poti. Maja leta 2011 so izdali svoj drugi album Kriza identitete. Po koncu snemanja se jim s sempli in tolkali pridruži še Tim Kostrevc. Leta 2019 se skupina ponovno aktivira z reunion koncertom. Cancel so znani po težki glasbi in socialno angažiranih družbenokritičnih besedilih.

## Diskografija

### Urbana Nervoza (2003)
- Intro
- 94
- Sirene
- Urbana nervoza
- Oui
- Komplex
- S.D.S.C.
- Amerika zdej
- Think not
- Nekaj narobe
- Pogled
- Outro

### Kriza identitete (2011)
- Uboga gmajna
- Slike za slepe
- Samo zate
- Danes je srečen dan
- Poli†ični mon€¥f£$t
- Lovke
- Meganog
- Rabljeva sodba
- Nastrojen
- Začaran krog
- sep ej edoR
- Pozabljene zgodbe
- Zadnji svoje vrste
- Evolucija